# Unga med synnedsättning
Riksorganisationen Unga med Synnedsättning (US) (fram till 2017 Riksorganisationen Unga Synskadade) är en intressepolitisk organisation bestående av ungdomar med synnedsättning i åldrarna 10-30 år. US arbetar för att personer med synnedsättning i Sverige ska ha möjligheter och förutsättningar att kunna leva och verka i samhället på jämlika villkor som seende. Organisationen är partipolitiskt och religiöst obunden.
US organiserar cirka 300 personer med synnedsättning varav ett antal med grav synnedsättning. Detta innebär en synförmåga lägre än 10 procent. Vissa är helt blinda. Kravet för medlemskap är att man trots korrektion inte får ta B-körkort.

## Historia
Organisationen som idag är "Unga med Synnedsättning" bildades 1975 som en sektion av nuvarande Synskadades Riksförbund (SRF), och 1983 blev den självständig. SRF hette då De Blindas Förening (DBF). US tog från start allteftersom över olika verksamhetsdelar från DBF.
US var vid sitt bildande dock inte den första organisationen i sitt slag; 1941 bildades De Blindas Ungdomsklubb, som hade en liknande verksamhet och agenda. Klubben täckte dock bara Stockholmsområdet med omnejd. Framöver började liknande klubbar, med varierande verksamhet och långlevnad att dyka upp runtom i landet.
1976 blev US som ungdomsorganisation statsbidragsberättigad, vilket gav säkrare ekonomiska utsikter att fortsätta med samt utveckla sin verksamhet.

## Verksamhet
Organisationens verksamhet är dels av intressepolitisk karaktär samt rent social. Vad gäller det förra området var en av de första frågor man arbetade med rätten till färdtjänst. Vad gäller det senare anordnas bland annat läger över hela landet.
US har från sitt bildande haft olika mer eller mindre bestående kommunikationskanaler mot medlemmar och samhället. En av de första var tidningsformatet, där man redan 1976 tog över ansvaret för nöjestidningen Träffpunkten från DBF.

## Organisation
Unga med Synnedsättning är en demokratisk tvåplansorganisation. Den består dels av en riksorganisation samt till denna anslutna distrikt. Huvudkansliet finns i Enskede i Stockholm. Distrikten är:
- US Norr (Västerbotten, Norrbotten, Västernorrland, Jämtland)
- US Mitt (Gävleborg, Dalarna, Västmanland, Uppsala, Örebro, Östergötland, Värmland, Södermanland)
- US Stockholm Gotland
- US Göteborg
- US Väst (Västra Götaland, Halland)
- US Syd (Jönköping, Kronoberg, Kalmar, Blekinge, Skåne)

Distrikten arbetar främst med lokala frågor. Varje distrikt har årligen ett eget årsmöte. På riksnivå hålls varje år ett medlemsforum, organisationens högsta beslutande organ. Här fattas bland annat beslut som rör hela organisationen såsom val av riksstyrelse, antagande av nationell verksamhetsplan och budget för US mm.

## Ordföranden
- 1975 - 1977 Jan Holmegard
- 1977-1979 Tommy Andersson
- 1979-1981 Urban Fernquist
- 1981-1982 Ann Jönsson
- 1982-1985 Leif Jeppsson
- 1985-1987 Sven Zachari
- 1987-1989 Tiina Nummi
- 1989-1993 Håkan Karlsson (Thomsson från 1992)
- 1993-1995 Lars Engberg
- 1995-1997 Jonas Pettersson och Mari Nilsson (vice ordförande)
- 1997-1999 Fredrik Larsson (nuvarande Stockhaus)
- 1999-2001 Fredrik Larsson (från Uppsala)
- 2001-2003 Ulrika Norelius
- 2003-2005 Jimmy Pettersson och Anna Dahlberg (vice ordförande)
- 2005-2006 Linda Lindstrand
- 2006 - 2011 Victoria Öjefors
- 2011 - 2015 Jakob Larsson (Rosenvind från 2015)
- 2015 - 2019 Linus Forsberg
- 2019 - 2023 Frida Kalander
- 2023 - Mattias Winsa